# Der verrückte Jourdain
Der verrückte Jourdain (russisch Полоумный Журден Poloumny Schurden) ist eine Komödie des sowjetischen Schriftstellers Michail Bulgakow, die 1932 entstand. Obwohl das Stück direkt für eine Aufführung geschrieben wurde, wurde es zu Lebzeiten Bulgakows nicht gespielt – allerdings nicht wie bei anderen Stücken Bulgakows aus politischen Gründen, sondern wegen der schwierigen technischen Umsetzbarkeit (etwa die nötigen schnellen Szenenwechsel).

## Inhalt
Das Stück spielt im Jahr 1670 in Paris. Der Dichter Molière, der im Stück selbst nicht auftritt, da er erkrankt sei, schickt eine neue Komödie an Bejárt, die der tatsächlichen Molière-Komödie Der Bürger als Edelmann entspricht. Sofort kommt es zur Aufführung, schnell werden die Rollen verteilt, und das Stück im Stück beginnt. Im Mittelpunkt steht wie bei der Vorlage der verrückt gewordene Jourdain (gespielt von Béjart), der sich in den Kopf gesetzt hat, ein Angehöriger des Adels zu sein.
Angereichert wurde die Binnenhandlung mit kurzen Anspielungen auf zwei weitere Stücke Molières, Don Juan und Die Zwangsheirat.

## Deutschsprachige Ausgaben
- Der verrückte Jourdain. Molièreiade in drei Akten. Aus dem Russischen von Thomas Reschke. S. 201–236 in: Michail Bulgakow. Stücke. Mit einem Nachwort von Ralf Schröder. Verlag Kultur und Fortschritt, Berlin 1970. 432 Seiten (Übersetzung von: Bulgakow. Dramen und Komödien, Moskau 1965)
- Der verrückte Jourdain. Aus dem Russischen von Bernd Poßner. Verlag epubli, Berlin 2017. ISBN 978-3-7450-5626-6